# Triplo legame
Il triplo legame (rappresentato dal simbolo grafico ≡) è un tipo di legame covalente che si può instaurare tra due atomi in stato di ibridazione sp, formato da un forte legame σ e da due legami π più deboli a diversa energia, per un totale di sei elettroni di legame. Prevalentemente oggetto di studio della chimica organica, il triplo legame caratterizza la reattività dei gruppi funzionali di alcune categorie di composti, tra i più comuni gli alchini, di formula generale R-C≡C-R', e i nitrili, di formula R-C≡N.

## Geometria del legame

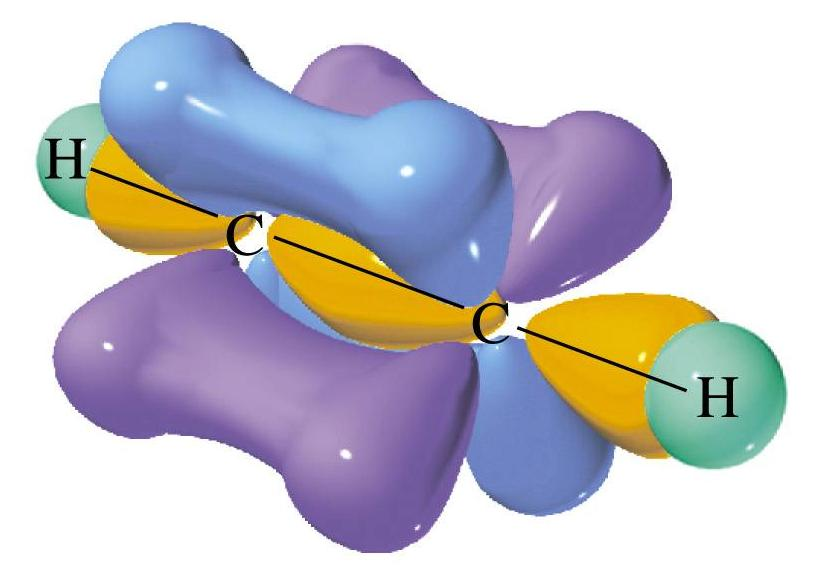
Molecola di acetilene, alchino di formula H-C≡C-H. In giallo sono evidenziati gli orbitali sp impegnati nei legami σ, mentre in blu e in viola sono evidenziati gli orbitali p_{x} e p_{z} impegnati nei legami π. Ogni atomo di carbonio possiede due orbitali sp, un orbitale p_{x} ed un orbitale p_{z}.

Lo stato di ibridazione di due atomi impegnati in un triplo legame prevede che ognuno dei due atomi possegga nel core elettronico esterno due orbitali ibridi sp (dati dalla combinazione di un orbitale s e di un orbitale p) e due orbitali p (indicati come px e pz), dove un orbitale sp ed i due orbitali p sono “fusi” a formare il triplo legame, mentre il restante orbitale sp è in genere impegnato a sua volta in un legame σ con l'orbitale ibrido di un altro atomo. Ne consegue che i due orbitali sp si trovano a 180° l'uno rispetto all'altro, essendo px e pz ortogonali tra di loro e tra gli orbitali ibridi. All'interno di una molecola organica un legame triplo definisce una struttura detta “lineare”, come ad esempio nel caso degli alchini dove i legami del gruppo funzionale R-C≡C-R' sono disposti lungo lo stesso asse. A tale regola esistono tuttavia delle importanti eccezioni, primo tra tutti il caso particolare dei cicloalchini, famiglia di molecole organiche in cui il triplo legame è incluso in una struttura ciclica e dove quindi il gruppo R-C≡C-R', per motivi geometrici, non può essere lineare. Questo tipo di assetto è tuttavia caratterizzato dal presentare elevata tensione d'anello, appunto per la tendenza del triplo legame organico a definire strutture lineari.
Un legame triplo che non sia in risonanza con altre forme risulta sempre di 
lunghezza minore rispetto a legami doppi o singoli tra lo stesso paio di
atomi. Ne sono esempi esplicativi i diversi tipi di legame carbonio-carbonio:
| ≈154 pm            | ≈134 pm           | ≈120 pm           |
| Legame singolo C-C | Legame doppio C=C | Legame triplo C≡C |
| Ibridazione sp3    | Ibridazione sp2   | Ibridazione sp    |

### Geometria del legame ed espansione dell'ottetto

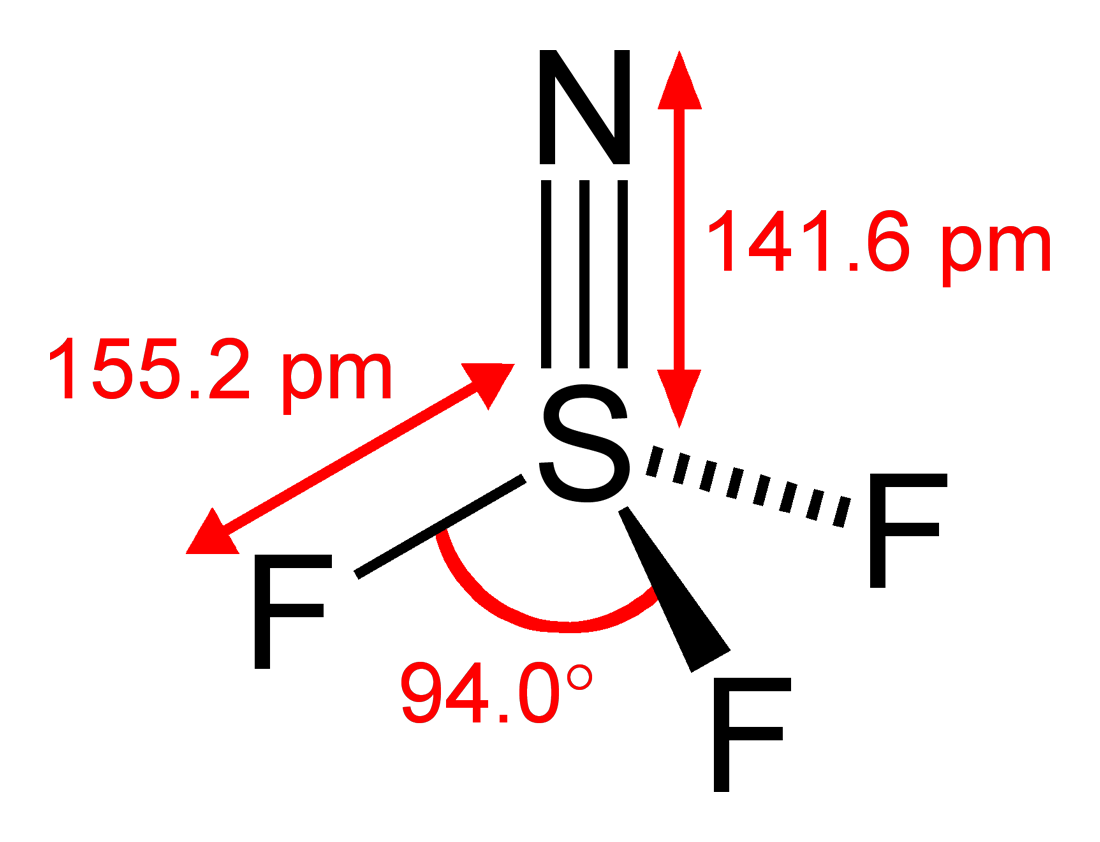
Struttura di una molecola di trifluoruro di tiazile.

Una delle eccezioni riguardo alla geometria lineare del triplo legame si ha con l'instaurarsi di un legame dove almeno uno dei due atomi è in grado di espandere l'ottetto. È questo ad esempio il caso del trifluoruro di tiazile, composto inorganico di formula F3S≡N dove l'atomo di zolfo è impegnato in quattro legami, tre dei quali singoli ed uno triplo. La geometria di legame, in questo specifico caso, è tetraedrica. Da notare che lo zolfo in questo caso non si trova in stato di ibridazione sp, a differenza dell'azoto che invece rispetta la regola dell'ottetto.

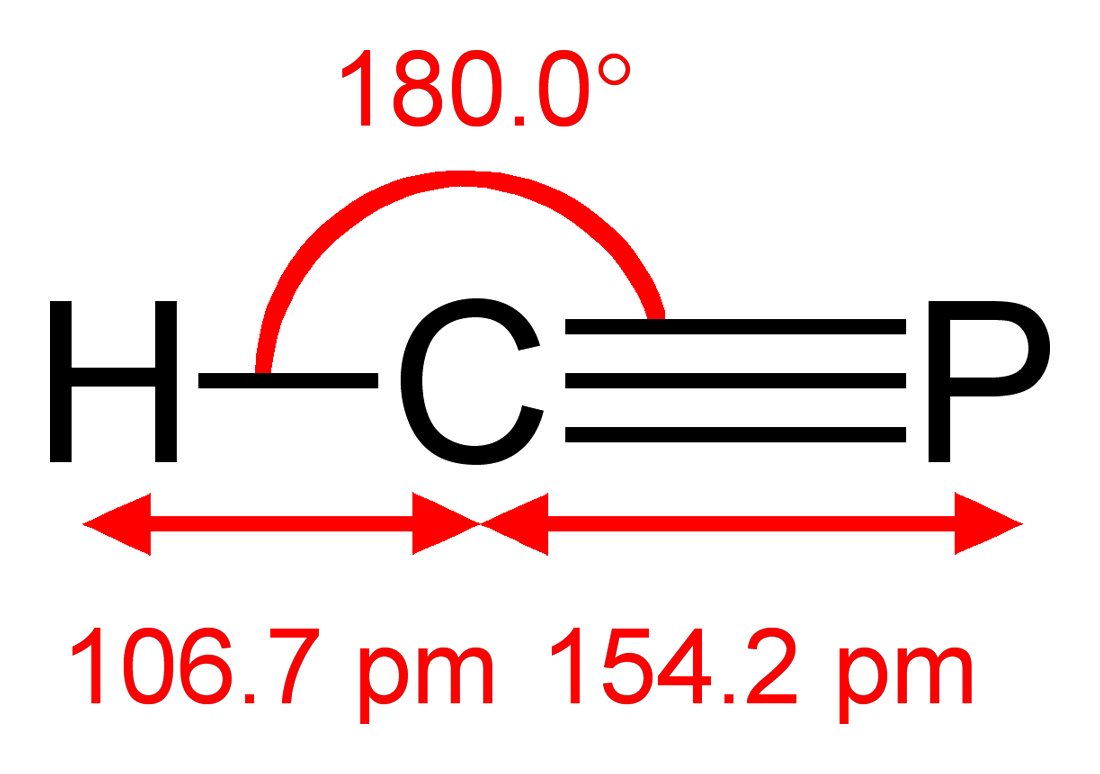
Molecola di metilidinfosfano.

Non necessariamente, tuttavia, un triplo legame che coinvolge un atomo in grado di espandere l'ottetto esulerà dalla regola generale della geometria lineare. È il caso, ad esempio, dei fosfaalchini, categoria di composti organici contenenti il gruppo funzionale  -C≡P, dove sia l'atomo di carbonio che quello di fosforo (potenzialmente in grado di instaurare fino a cinque legami σ quando si trova in stato di ibridazione sp3d) hanno ibridazione sp e presentano quindi geometria lineare.

## Reattività
La reattività del triplo legame è determinata dalla natura dei due atomi, uguali o diversi, legati tra di loro. Laddove i due atomi siano di diversa natura, la reattività del legame tenderà ad essere maggiore rispetto ad un legame tra atomi uguali, questo sostanzialmente perché la nube elettronica si dislocherà prevalentemente sull'atomo più elettronegativo conferendo quindi carattere polare al legame.
In genere i composti organici sono soggetti a reazioni di riduzione o di addizione sul triplo legame, che vedono lo spezzarsi di uno o di entrambi i legami π e la consecutiva ibridazione degli orbitali px e pz a sp. Il legame σ tende invece a rimanere integro, essendo più stabile rispetto ai legami π.
Riduzione degli alchini con sodio metallico ed ammoniaca con formazione di alcheni trans:
R-C≡C-R' + Na + NH3 → R-CH=CH-R'
Addizione di acqua agli alchini con formazione di chetoni:
R-C≡C-R' + H2O → R-CH=C(OH)-R' ⇄ R-CH2-CO-R'
Riduzione dei nitrili con formazione di ammina primaria:
R-C≡N + LiAlH4 → R-CH2-NH2
Addizione di acqua ai nitrili con formazione di ammidi:
R-C≡N +H2O → R-CO-NH2
Anche i composti inorganici contenenti legami tripli sono molto reattivi, come nel caso del monossido di carbonio (gas tossico instabile in presenza di ossigeno), del monosolfuro di carbonio (con tendenza a polimerizzare) e dello ione cianuro (tossico per formazione di complessi stabili con proteine deputate alla respirazione cellulare). Altri legami inorganici sono invece molto meno reattivi, tanto stabili da poter essere considerati chimicamente inerti, come nel caso del triplo legame N≡N dell'azoto molecolare.

### Risonanza del legame
Alcune molecole organiche soggette al fenomeno della risonanza possono presentare forme limite che contengono legami tripli. È il caso, ad esempio, dello ione cianato, ibrido di risonanza delle due forme limite O-C≡N− e O=C=N−.
Da notare che in entrambe le forme limite il carbonio ha ibridazione sp, mentre l'ossigeno ha ibridazione sp3 nella prima forma e sp2 nella seconda e l'azoto sp nella prima e sp2 nella seconda. Più complessa è invece la risonanza di composti come i sali di diazonio arilici, di formula Ar-N≡N+. Il benzendiazonio, il più semplice dei cationi diazonio arilici, presenta quattro diverse forme limite, di cui una contiene il triplo legame N≡N.
Nella prima forma, i carboni dell'anello aromatico sono tutti in stato di ibridazione sp2, mentre i due atomi di azoto hanno ibridazione sp. Nelle successive forme limite l'azoto direttamente legato all'anello mantiene ibridazione sp, mentre il secondo azoto ha ibridazione sp2. I carboni, in presenza di carica positiva, si trovano in stato sp3.